# برندان کینگمن
برندان کینگمن (انگلیسی: Brendan Kingman؛ زادهٔ ۲۲ مهٔ ۱۹۷۳) بازیکن بیس‌بال اهل استرالیا است.
وی در مسابقات کشوری و بین‌المللی در مجموع برندهٔ ۱ مدال نقره شده‌است.